# Квартет имени Комитаса
Квартет имени Комита́са (арм. Կոմիտասի անվան պետական լարային քառյակ) — российско-армянский струнный квартет, основанный в 1924 году армянскими студентами Московской консерватории (А. Габриэлян, Л. Оганджанян, М. Тэриан, С. Асламазян). В советском союзе имел репутацию одного из лучших советских камерных ансамблей. Является одним из самых известных струнных квартетов СССР и постсоветского пространства.

## История квартета
Первоначально назывался «Квартет выдвиженцев Московской консерватории», в 1932 году был переименован в честь классика армянской музыки композитора Комитаса.
У истоков квартета стоял, прежде всего, педагог квартетного класса консерватории, заслуженный деятель искусств Грузинской ССР, доктор искусствоведения Евгений Михайлович Гузиков. На раннем этапе содружество молодых музыкантов поддержали такие мастера старшего поколения, как С. Н. Василенко, Ф. М. Блуменфельд, К. К. Сараджев, А. А. Брандуков, К. Н. Игумнов. Специально для квартета написали свои сочинения М. М. Ипполитов-Иванов («Сюита на армянские темы») и Г. И. Литинский («Вариации на армянскую тему»). Особое место в репертуаре квартета заняли обработки классических произведений принадлежавшие виолончелисту квартета Сергею Асламазяну. Среди них обработки произведений Комитаса, Г. Ф. Генделя, Н. Паганини, Э. Грига.
Уже в конце 1930-х годов коллектив приобрёл высокую репутацию общесоюзного масштаба, выиграв в 1936 году конкурс Союза Композиторов СССР и разделив первую премию в 1938 году на Всесоюзном конкурсе струнных квартетов. В том же году участники коллектива получили звания заслуженных деятелей искусств Армянской ССР, в 1945 году — народных артистов Армянской ССР, а вскоре и Сталинскую премию II степени. С 1953 года квартет начал гастрольную деятельность за пределами СССР.
В 1950—1970-е годы квартет гастролировал в ФРГ, Чехословакии, Австрии, Японии, США, Канаде и других странах. Среди участников квартета в это время: Рафаэль Рубенович Давидян (доктор искусствоведения; Лауреат Государственной премии Армении, Народный артист Армении), Армен Яковлевич Георгиан (Заслуженный деятель искусств РСФСР, профессор) и другие известные музыканты. С квартетом выступали: К. Игумнов, А. Гольденвейзер, Г. Нейгауз, С. Рихтер.
В 1963 году после урегулировании Карибского кризиса квартет выступил с концертом в Белом Доме в США.
На протяжении 52 лет (с 1924 по 1976 год) первой скрипкой квартета был Авет Карпович Тер-Габриэлян.
Его сменил народный артист Армении, профессор Эдуард Тадевосян. В составе квартета: Сюзи Ерецян (II скрипка), Александр Косемян (альт) и Асмик Варданян (виолончель). В ноябре 2014 года, совершая концертное турне в ознаменование 90-летия существования квартета, музыканты выступили в Малом зале Санкт-Петербургской филармонии с программой из сочинений П. И. Чайковского и Комитаса в обработке Сергея Асламазяна.
Музыканты квартета играют на инструментах работы Андреа Гварнери, а Эдуард Тадевосян — на переданной ему Аветом Тер-Габриэляном скрипке работы Пьетро Гварнери.
До 1976 года квартет базировался в Москве, с 1976 года он постоянно базируется в Ереване.

## Награды и премии
- Сталинская премия второй степени (1946) — за концертно-исполнительскую деятельность.
- Государственная премия Армянской ССР (1985).
- «Серебряный крест» Союза армян России — в связи с 80-летием со дня создания квартета и за огромный вклад в пропаганду армянского музыкального искусства, бессмертной музыки Комитаса, углубление дружбы и сотрудничества в области культуры между народами различных стран, ознакомление мировой общественности с Арменией и армянским народом, распространение исторической правды о геноциде армян[7].

## Состав
Первая скрипка:
- Тер-Габриэлян, Авет (Авдей) Карпович (1924—1976)
- Тадевосян, Эдуард (с 1976 года)

Вторая скрипка:
- Оганджанян, Лев Матвеевич (1924—1933)
- Сарабян, Григорий (1933—1938)
- Балабанян, Никита Карпович (1938—1947)
- Давидян, Рафаэль Рубенович (1947—1970)
- Тадевосян, Эдуард (1970—1976)
- Мекинян, Акоп (1976—1984)
- Ахназарян, Сурен (1984—2008)
- Ерицян, Сюзи (с 2008 года)

Альт:
- Тэриан, Михаил Никитич (1924—1936)
- Балабанян, Никита Карпович (1936—1938)
- Тэриан, Михаил Никитич (1938—1947)
- Талалян, Генрик Семенович (1947—1972)
- Марказьян, Григорий (1972—1976)
- Папян, Яков (1976—1990)
- Косемян, Александр (с 1990 года)

Виолончель:
- Асламазян, Сергей Захарович (1924—1968)
- Георгиан, Армен Яковлевич (1968—1972)
- Григорян, Давид (1972—1976)
- Симонян, Феликс (1976—2000)
- Талалян, Арам Геронтьевич (2000—2010)
- Варданян, Асмик (с 2010 года)